# Atherigona brunneoapicata
Atherigona brunneoapicata är en tvåvingeart som beskrevs av Malloch 1924. Atherigona brunneoapicata ingår i släktet Atherigona och familjen husflugor. Inga underarter finns listade i Catalogue of Life.